# 九州八十八湯めぐり〜九州温泉道〜

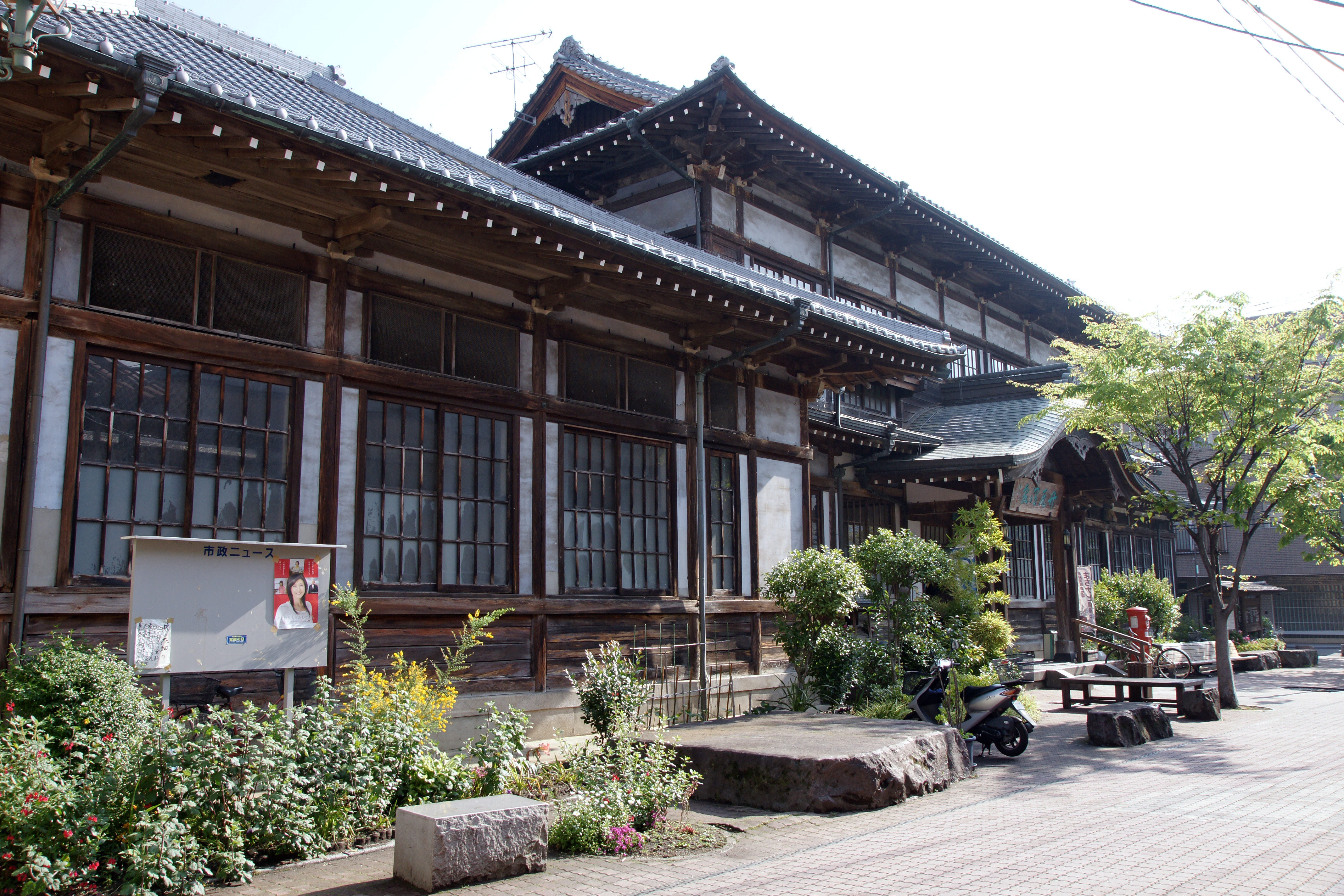
別府温泉 竹瓦温泉

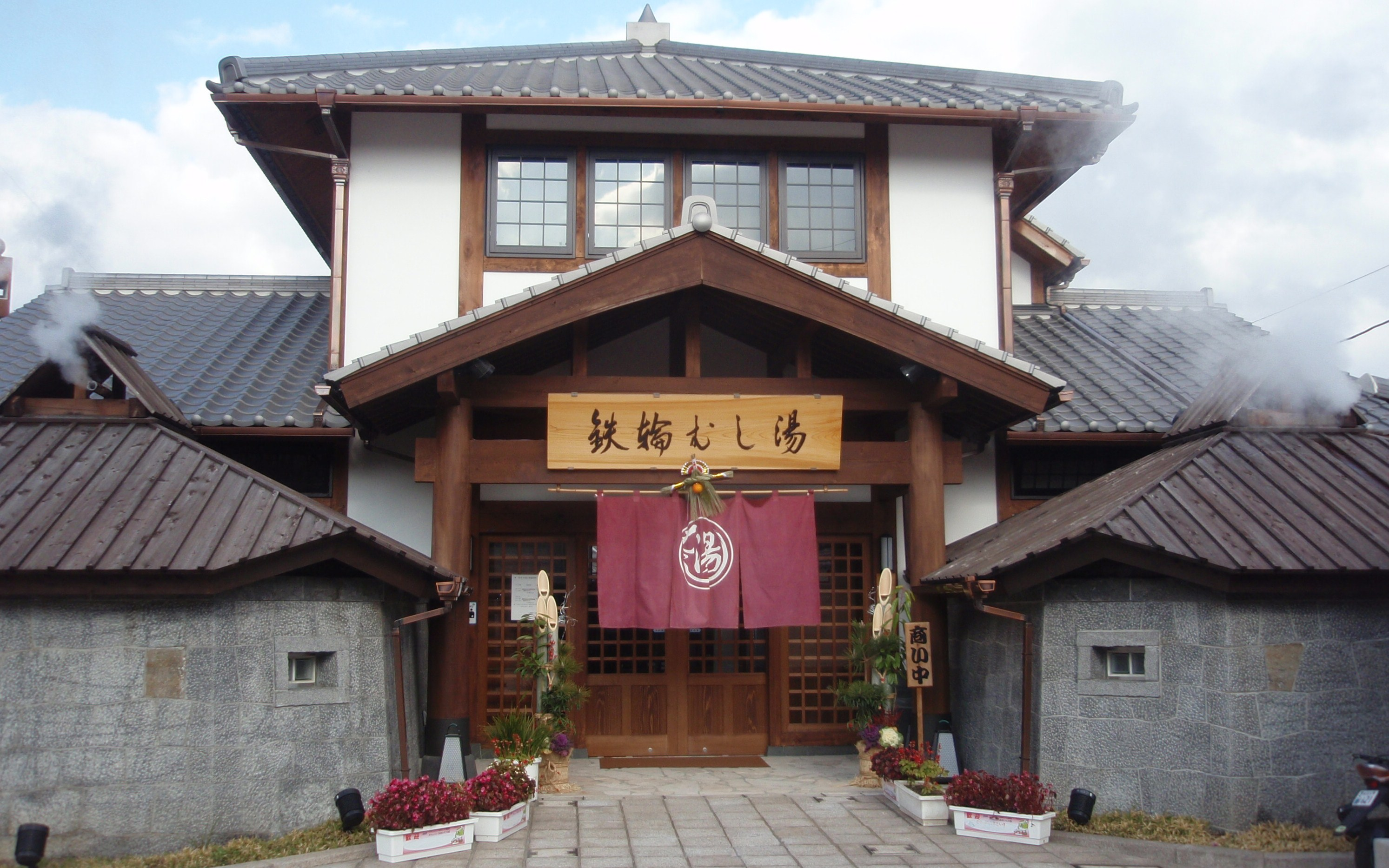
鉄輪温泉 鉄輪むし湯

九州八十八湯めぐり〜九州温泉道〜（きゅうしゅうはちじゅうはちゆめぐり きゅうしゅうおんせんどう）は、九州の温泉を巡る体験型イベントである。参加者は温泉施設を巡って88ヶ所のスタンプを集め、泉人(せんにん)の認定を目指す。

## 概要
2010年11月26日（いい風呂の日）に開始した。
対象施設に設置されたスタンプを1冊100円の「御湯印帳」（スタンプ帳）に集め、段位（称号）の認定を目指す。対象施設は130施設（2022年4月時点）と88湯以上あり、任意の温泉88ヶ所を選べる。
対象施設は、温泉のプロ「温泉名人」を中心に組織する九州八十八湯選定委員会がにより選定。温泉名人は、郡司勇（温泉チャンピオン）、斉藤雅樹（別府温泉地球博物館理事）、土谷雄一（別府八湯温泉道初代名誉名人）、北出恭子（温泉資格女王温泉アナリスト）の4名。
当初の事務局はJR九州であったが、2015年4月からは九州観光推進機構に移行された。

## 段位（称号）
認定料（見習い500円・泉人1,500円・その他各1,000円）を郵便為替または銀行振込で支払い郵送で申請するか、窓口で直接（要予約）支払い申請することで、認定状と段位に応じた賞品（ストラップチャーム）がもらえる。『泉人』になると、希望者は名前（ニックネームも可）が竹瓦温泉に掲示され、ホームページ（88onsen.com）に掲載されるほか、初回達成時に限り、一部参加施設で使用可能な「泉人 優待券」が贈られる。
段位と認定に必要なスタンプ数は以下の通り。
- 泉人(せんにん)：88個（異なる7県のスタンプ）
- 泉生(せんせい)：80個（異なる7県のスタンプ）
- 風○呂(ぷろ)：72個（異なる7県のスタンプ）
- 四段：64個（異なる6県のスタンプ）
- 三段：56個（異なる6県のスタンプ）
- 二段：48個（異なる5県のスタンプ）
- 初段：40個（異なる5県のスタンプ）
- 中級：32個（異なる4県のスタンプ）
- 初級：24個（異なる3県のスタンプ）
- 入門：16個（異なる2県のスタンプ）
- 見習い：8個

## 対象施設
対象施設が含まれる温泉地および対象施設数は以下の通り（2022年4月現在）。
- 福岡県：14

二日市温泉、原鶴温泉、久留米温泉、大川温泉、博多温泉、船小屋温泉、あさくら温泉、田主丸温泉、筑後川温泉、遠賀川温泉、甘木温泉
- 佐賀県：6

古湯温泉、武雄温泉、嬉野温泉、熊の川温泉、高串温泉
- 長崎県：8

平戸たびら温泉、小浜温泉、雲仙・小地獄温泉、湯ノ本温泉、波佐見温泉、長崎温泉、島原温泉
- 熊本県：24

杖立温泉、岳の湯温泉、山川温泉、黒川温泉、小田温泉、火の山温泉、垂玉温泉、地獄温泉、菊池温泉、平山温泉、山鹿温泉、植木温泉、亀の甲温泉、辰頭温泉、弓ヶ浜温泉、日奈久温泉、湯浦温泉、湯の児温泉、湯の鶴温泉、人吉温泉
- 大分県：38

別府温泉、鉄輪温泉、明礬温泉、亀川温泉、浜脇温泉、堀田温泉、塚原温泉、あたみ温泉、府内温泉、丹生温泉、長湯温泉、由布院温泉、神塩温泉、山香温泉、夜明温泉、筋湯温泉、筌の口温泉、夷谷温泉、赤松温泉、高崎山温泉、壁湯天然洞窟温泉、くにさき六郷温泉、王子温泉、星生温泉、七福温泉、深耶馬渓温泉、湯平温泉、天ヶ瀬温泉、七里田温泉
- 宮崎県：12

青井岳温泉、北郷温泉、あきしげゆ温泉、湯之元温泉、高屋温泉、曽山寺温泉、小林温泉、白鳥温泉、京町温泉、新富温泉、加久藤温泉
- 鹿児島県：28

吉松温泉、硫黄谷温泉、霧島温泉、日の出温泉、妙見温泉、安楽温泉、日当山温泉、隼人温泉、船津温泉、市比野温泉、川内高城温泉、阿久根温泉、湯之元温泉、吹上温泉、大黒温泉、鹿児島温泉、古里温泉、指宿温泉、弥次ヶ湯温泉、テイエム牧場温泉、海潟温泉、尾之間温泉、湯向温泉（休業中）